# 木間ヶ瀬村
木間ヶ瀬村（きまがせむら）は千葉県の北西部、東葛飾郡に属していた村。

## 地理
- 河川：利根川、江戸川

## 歴史
- 1889年（明治22年）4月1日 - 町村制施行により、木間ヶ瀬村、岡田村、丸井村が合併し東葛飾郡木間ヶ瀬村が成立する。

- 1955年（昭和30年）7月20日 - 東葛飾郡関宿町、二川村と合併し関宿町を新設する。